# Valor Interior
Valor Interior (span.: „Innerer Wert“) ist eine christliche Post-Hardcore-Band aus Buenos Aires.

## Geschichte
Gegründet wurde Valor Interior im Jahr 2005 in der argentinischen Hauptstadt Buenos Aires und besteht aus dem Sänger Jonatán Alcoha, dem Bassisten Jonatán Penacchi, dem Schlagzeuger Diego Ortiz, sowie den beiden Gitarristen Matías Godoy und Leandro Ortiz. Im April 2006 fand das erste größere Konzert statt, als die Gruppe gemeinsam mit Primera vor knapp 10,000 Besuchern spielte. 2007 und 2008 spielte die Gruppe auf dem „Primavera sin Violencia“ und dem „Adrogué Gospel Rock“. Am 16. Dezember 2009 war die Band Opener für die amerikanische Band Underoath. Im August 2010 spielte Valor Interior erstmals außerhalb Argentiniens. Das Konzert fand in Bogotá, Kolumbien statt. 2011 trat die Gruppe erneut dort auf. Dieses Mal spielte die Gruppe mit Sleeping Giant und The Almost aus den USA im Rahmen des „New Revelation Festivals“ in Bogota.
Bereits zu Beginn des Jahres 2009 unterzeichnete die Gruppe einen Vertrag mit dem zu diesem Zeitpunkt frisch gegründeten Label Inglory Records. Über diesem Label wurde das Debütalbum Encendiendo Corazones veröffentlicht. Es wurde im August 2008 in den Inglory Recording Studios und den La Nave Studios aufgenommen und erschien am 29. April 2009. Am 17. Februar 2012 unterzeichnete Valor Interior bei Avalancha Producciones und veröffentlichten die EP Abriendo Cielos im März 2012 digital. Am 12. Mai 2012 soll die Veröffentlichung der EP auch als CD erfolgen. Auf der Release-Party trat Valor Interior gemeinsam mit Coralies und All for Love auf. Valor Interior spielten bereits mit national bekannten Bands wie DENY und Dar Sangre.
Am 6. Oktober 2012 spielte Valor Interior erstmals im Nachbarland Chile. Gemeinsam mit DENY war die Gruppe Headliner des Monster Rock Fests in Santiago de Chile. Die Gruppe bot am 23. Dezember 2012 Fans an, ihr neues Akustikalbum En Memoria de los que se han perdido kostenfrei runterzuladen. Zwischen dem 19. und 21. April 2013 spielte die Gruppe drei Konzerte in Kolumbien. Die Konzerte fanden in Bogotá, Medellin und in Villavicencio statt. Am 15. Dezember 2013 erschien mit Prevalecer das zweite Album der Band.

## Stil

### Musik
Valor Interior spielen einen Post-Hardcore ähnlichen Sound, die die Band mit Elementen des Pop-Punk und Indie-Rocks vermischt. Der Gesang von Jonatán Alcoha wechselt von cleanem Gesang zu Screamings.

### Texte
Die Texte der Band handeln hauptsächlich um christliche Themen. Alle Musiker der Band sind überzeugte Christen. Die Texte werden in spanischer Sprache verfasst.

### Weiteres
Die Gruppe produzierte bisher zwei Musikvideos. Das erste Musikvideo entstand zum Lied Atado A Tu Amor aus dem Debütalbum Encendiendo Corazones. Es wurde von Esthela Lopez produziert. Regie führten Rolando Saavedra und ebenfalls Esthela Lopez. Gedreht wurde das Video in den Mosaico Estudios. Das zweite Musikvideo entstand zu Abriendo Cielos aus der gleichnamigen EP. Gastmusiker ist Nazareno Gomez von DENY. Diego und Leandro Ortiz sind Brüder.

## Diskografie

### EPs
- 2012: Abriendo Cielos (Avalancha Producciones)

### Alben
- 2009: Encendiendo Corazones (Inglory Records)
- 2012: En Memoria de los que se han perdido (Inglory Records, Akustikalbum als Gratis-Download)
- 2013: Prevalecer (Inglory Records, Firme y Alerta)
- 2016: Luminares

### DVD
- 2009: Encendiendo Corazones (Inglory Records, Avalancha Producciones)